# Parafia św. Jakuba Apostoła w Konradowie
Parafia św. Jakuba Apostoła w Konradowie – parafia rzymskokatolicka należąca do dekanatu Wschowa diecezji zielonogórsko-gorzowskiej. Została erygowana w 1373. W parafii posługują księża diecezjalni. 
Od 1 sierpnia 2016 proboszczem jest ks. kan. Sawomir Kukla.